# 윤미량
윤미량(한국 한자: 尹美良, 1959년 11월 2일 ~ 2022년 6월 28일)은 대한민국의 전 통일교육원 원장이였다.

## 사망
- 6월 28일 서울마포경찰서에 따르면 전날 낮 2시쯤 윤 전 원장이 서울 마포구 자택에서 의식을 잃고 쓰러져 가사도우미의 신고로 병원으로 이송됐지만 결국 숨졌다.

## 학력
- 마산여자고등학교 (졸업)
- 중앙대학교 정치외교학과 (졸업)
- 런던 정치경제대학교 대학원 정치사회학과 (졸업)